# Respirazione cutanea
Con respirazione cutanea s'intende quel tipo di respirazione che avviene attraverso la cute (pelle). Gli organismi che adottano questa modalità di respirazione sono solo alcuni animali. Questi animali hanno un tessuto tegumentario (o epidermico) molto sottile in modo da rendere più efficiente lo scambio gassoso. Inoltre questa respirazione avviene solo in habitat umidi perché per favorire gli scambi di gas la pelle deve essere bagnata. 
Gli animali che utilizzano la pelle per respirare sono spesso di piccole dimensioni perché hanno pochi requisiti metabolici e la distanza di diffusione è ridotta. Tra essi ricordiamo ad esempio gli anellidi terrestri come il lombrico, i ricci di mare (che però affiancano la respirazione branchiale a quella cutanea) e gli anfibi che, avendo dei polmoni piuttosto semplici e non suddivisi in molte camere, respirano al 70% usando la pelle. Anche la specie umana ha la respirazione cutanea ma solo nel tessuto della cornea degli occhi.